# Dressleria
Dressleria is een geslacht van elf soorten orchideeën uit de onderfamilie Epidendroideae, afgescheiden van het geslacht Catasetum.
Het zijn epifytische planten van zeer vochtige tropische montane regenwouden uit Midden- en Zuid-Amerika, vooral uit de Andes, die in tegenstelling tot Catasetum eenhuizig zijn, dus tweeslachtige bloemen dragen.

## Naamgeving en etymologie
- Synoniem: Catasetum Rich. ex Kunth (1822), Myanthus Lindley (1832)

Dressleria is vernoemd naar orchideeënspecialist Robert Dressler.

## Kenmerken
Dressleria-soorten zijn kleine tot middelgrote epifytische of lithofytische, bladverliezende planten, met grote, spoelvormige pseudobulben omgeven door oude bladscheden. De nieuwe bladeren zijn lancetvormig tot ovaal en gekield. De bloemstengel is okselstandig, rechtopstaand, aan de basis eveneens omhuld door oude bladscheden, en draagt een veelbloemige aar met een tiental kleine, vreemdgevormde bloemen.
De bloemen zijn in tegenstelling tot die van de meeste orchideeën niet-geresupineerd, eenhuizig (anders dan bij Catasetum), vlezig of wasachtig, sterk maar dikwijls onprettig ruikend, en zeer variabel van vormen en kleur. De bloemlip is zeer beweeglijk, doordat ze scharnierend aan de basis van het gynostemium is opgehangen.

## Taxonomie
Dressleria werd pas in 1975 voor het eerst beschreven door Dodson en omvatte soorten afgescheiden van het geslacht Catasetum.
Het geslacht zou volgens onderzoek uit 1998 door Pridgeon en Chase een monofyletische groep zijn, zustergeslacht van zowel Mormodes als Cycnoches.
Het geslacht omvat elf soorten. De typesoort is Dressleria dilecta.

### Soortenlijst
- Dressleria allenii H.G.Hills (2000)
- Dressleria aurorae H.G.Hills & D.E.Benn. (1995)
- Dressleria bennettii H.G.Hills & Christenson (1995)
- Dressleria dilecta (Rchb.f.) Dodson (1975)
- Dressleria dodsoniana H.G.Hills (2006)
- Dressleria eburnea (Rolfe) Dodson (1975)
- Dressleria fragrans Dodson (1998)
- Dressleria helleri Dodson (1975)
- Dressleria kalbreyeri H.G.Hills (2000)
- Dressleria kerryae H.G.Hills (2000)
- Dressleria severiniana H.G.Hills (1993)